# Куриљск
Куриљск (рус. Курильск) град је у Русији у Сахалинској области. Према попису становништва из 2010. у граду је живело 1666 становника.

## Становништво
| 1959. | 1970. | 1979. | 1989. | 2002. | 2010. |
| ----- | ----- | ----- | ----- | ----- | ----- |
| 1.533 | 1.159 | 1.582 | 2.699 | 2.233 | 1.666 |